# Tom Ford
Thomas Carlyle "Tom" Ford (sinh ngày 27 tháng 8 năm 1961) là nhà thiết kế thời trang, diễn viên và đạo diễn người Mỹ. Anh được biết tới rộng rãi khi là nhà thiết kế chính của hãng thời trang Gucci, ngoài ra còn có dòng thời trang riêng mang tên mình cũng như từng được đề cử Giải Oscar cho bộ phim A Single Man (2009).

## Sự nghiệp đạo diễn
Danh sách phim
- A Single Man (2009) (đạo diễn, nhà sản xuất, kịch bản)
- Nocturnal Animals (2016) (đạo diễn, nhà sản xuất, kịch bản)

## Sách
- Ford, Tom (2004). Tom Ford. Foreword by Anna Wintour, introduction by Graydon Carter, and interview and text by Bridget Foley. London: Thames & Hudson. ISBN 0-500-51197-7. OCLC 62795301.